# Coming Out (phim 1989)
Coming Out là một bộ phim Đông Đức năm 1989 do Heiner Carow làm đạo diễn và Wolfram Witt viết kịch bản liên quan đến nhân vật chính, một giáo viên trung học, "công khai đồng tính" và chấp nhận mình là người đồng tính. Đó là một trong những bộ phim cuối cùng được thực hiện bởi DEFA, hãng phim nhà nước Đông Đức, và là bộ phim có chủ đề đồng tính duy nhất mà nó làm.
Bộ phim được công chiếu tại Kino International tại Berlin vào ngày 9 tháng 11 năm 1989, đêm mà Bức tường Berlin được khai mạc.
Nó đã giành được một số giải thưởng bao gồm Gấu bạc và Giải Teddy tại Liên hoan phim quốc tế Berlin lần thứ 40, và giải thưởng tại Liên hoan phim truyện quốc gia của CHDC Đức.
Các diễn viên chính là Matthias Freihof, Dagmar Manzel và Dirk Kummer. Bộ phim được quay tại địa điểm ở Đông Berlin và bao gồm những cảnh được quay với tài tử ở một số địa điểm đồng tính thời đó.

## Nội dung
Câu chuyện xoay quanh một giáo viên trung học trẻ tuổi, Philipp Klarmann, người trong ngày đầu tiên đi làm đã va chạm với một giáo viên đồng nghiệp, Tanja, trong một hành lang của trường. Philipp đảm bảo Tanja vẫn ổn và sau đó đưa cô ấy đi uống nước. Một mối tình lãng mạn nhanh chóng phát triển và họ đính hôn để kết hôn.
Sau đó, rõ ràng là Philipp bị mâu thuẫn về tình dục của mình. Anh ta thể hiện sự đồng cảm với một thiểu số bị phân biệt đối xử bằng cách bảo vệ một người đàn ông da đen đang bị bắt nạt trên một chuyến tàu. Jakob, một người bạn đồng tính của Tanja, đến thăm. Không biết với cô, anh và Phillip đã có một mối quan hệ trước đó không kết thúc tốt đẹp.
Philipp sau đó ghé thăm một quán bar đồng tính, nơi một bữa tiệc đang diễn ra. Hầu hết các khách hàng quen thuộc trong trang phục và nhiều người đang kéo. Philipp thận trọng, nhưng ngồi gần một nhân vật nam lớn tuổi, người cảm nhận được sự do dự của anh ta trong bối cảnh này và nói, "Đừng sợ hãi. Mọi người đều là người đầu tiên. Hãy dũng cảm."
Một chàng trai trẻ, Matthias, quan sát Philipp từ xa. Sau đó họ gặp nhau, có một buổi tối đi chơi cùng nhau và quan hệ tình dục.
Mối quan hệ của Philipp với Tanja ngày càng xấu đi và anh đấu tranh với danh tính của mình. Mẹ anh cho biết rằng cô nhận ra anh là người đồng tính và cô không đồng ý.
Philipp cuối cùng bị buộc phải đến Tanja, sau khi cô vô tình gặp Mathias trong lúc tạm dừng tại một buổi hòa nhạc của nhạc trưởng nổi tiếng Daniel Barenboim mà cả ba người đều tham dự. Matthias quẫn trí khi biết rằng Philipp có một vị hôn thê và chạy ra khỏi phòng hòa nhạc gặp nạn.
Trong vài tuần tới, Philipp tìm kiếm Matthias và cũng đi bay cho tình dục; anh ta gặp một người đàn ông và có quan hệ tình dục bình thường, một trải nghiệm mà anh ta thích. Cuối cùng anh ta tìm thấy Mathias tại một quán bar với một người đàn ông khác. Matthias từ chối Phillip và Phillip buồn bã đi và quay lại quán bar đồng tính nơi hai người ban đầu gặp nhau. Ông già Philipp lần đầu gặp nhau trong quán bar lại ở đó và anh ta kể cho anh ta câu chuyện về việc anh ta bị buộc phải tách khỏi người yêu trong thời kỳ Nazi. Ông kết thúc câu chuyện của mình bằng cách nói "mọi người đều cô đơn... mọi người đều sợ".
Bộ phim kết thúc với một cảnh trong lớp học, trong đó giáo viên chủ nhiệm, người rõ ràng đã phát hiện ra xu hướng tính dục của Philipp, đến để thực hiện một quan sát trong lớp học, về mặt lý thuyết để xem liệu anh ta có phù hợp để dạy hay không. Philipp ngồi trên bàn nói và không làm gì cả, khiến giáo viên chủ nhiệm hét lên 'Kolitic Klarmann!' mà Philipp chỉ đơn giản trả lời 'Ja', biểu thị sự chấp nhận xu hướng tính dục của anh ta.

## Diễn viên
- Matthias Freihof vai Philipp Klarmann
- Dagmar Manzel vai Tanja
- Dirk Kummer vai Matthias
- Michael Gwisdek vai Achim
- Werner Dissel vai Người đàn ông đồng tính lớn tuổi
- Gudrun Ritter vai Frau Moellemann, Waitress
- Walfriede Schmitt vai mẹ của Philipp
- Axel Wandtke vai Jakob
- Pierre Bliss vai Araber
- René Schmidt vai Chàng trai trẻ trong công viên
- Thomas Gumpert vai Larry
- Ursula Staack vai Wanton
- Robert Hummel vai Lutz
- Horst Ziethen vai Lanky boy

## Sản xuất
Cảnh mở đầu sau một xe cứu thương đi qua các khu vực và quận nổi tiếng như Prenzlauer Berg, Berlin-Mitte (Alexander Platz) và Friedrichshain vào một đêm mà khán giả có thể cho là đêm giao thừa, do pháo hoa ở hậu cảnh. Những cảnh khác trong phim được quay ở những địa điểm là điểm gặp gỡ chung của những người đồng tính ở Đông Đức như Đài phun nước Fairytale (Märchenbrunnen) ở Volkspark Friedrichshain và bar như "Schoppenstube" ở Prenzlauer Berg và Zum Burgfrieden được đặt tại W Richtstraße 69, mặc dù nó đã đóng cửa vào tháng 1 năm 2000.
Cảnh được quay trong trường nơi Philipp dạy học được quay trong Carl-von-Ossietzky-Gymnasium, một tòa nhà lịch sử và trường học ở Pankow và một số hội trường đã được sử dụng trong một vài cảnh.
Gia đình của Lothar Bisky đã cho phép những cảnh diễn ra trong căn hộ của Tanja được quay tại nhà ở Berlin của họ. Bisky là giám đốc của Đại học Điện ảnh và Truyền hình (Potsdam-Babelsberg) từ năm 1986 đến năm 1990 và sau đó, ở nước Đức thống nhất, ông trở thành một chính trị gia cánh tả. Hai trong số ba người con trai của ông là người đồng tính, một trong số họ là họa sĩ ở Berlin Norbert Bisky.

## Giải thưởng
Bộ phim đã được trình chiếu tại các liên hoan phim trên toàn thế giới và đã giành được một số giải thưởng, bao gồm:
- 1990 Liên hoan phim quốc tế Berlin lần thứ 40 (Berlinale) - Silver Bear cho 'đóng góp nghệ thuật xuất sắc',[5] cho 'biểu hiện tôn trọng quyền con người, nhân loại và khoan dung'.[2] Teddy Award, một giải thưởng dành cho những bộ phim LGBT hay nhất tại Berlinale.[6]
- 1990 	Akademie der Künste Berlin (Academy of Arts, Berlin) - Konrad Wolf Prize cho đạo diễn Heiner Carow và tác giả Wolfram Witt.[7]
- 1990 	Nationales Spielfilmfestival der DDR [de] (National Feature Film Festival of the GDR) - Best Director (Heiner Carow); Best Young Male Actor (Matthias Freihof).[3]